# Chlorolestes apricans
Chlorolestes apricans – gatunek ważki z rodziny Synlestidae. Jest endemitem Południowej Afryki; stwierdzono go jedynie w Prowincji Przylądkowej Wschodniej.
Imago lata od grudnia do końca maja. Długość ciała 38 mm. Długość tylnego skrzydła 20,5 mm.